# Antoni Ignacy Chrapowicki
Antoni Ignacy Chrapowicki herbu Gozdawa (zm. 1796) – pisarz ziemski starodubowski w latach 1781–1785, starosta starodubowski w latach 1785–1796, konsyliarz województwa smoleńskiego w konfederacji generalnej Wielkiego Księstwa Litewskiego w konfederacji targowickiej w 1792 roku.
Poseł na sejm 1782 roku z województwa smoleńskiego.
W 1788 roku został kawalerem Orderu Świętego Stanisława.